# Emanuel Jan Křtitel Schöbel
Emanuel Jan Křtitel Schöbel (12. února 1824 Radvanice – 28. listopadu 1909 Litoměřice) byl český katolický duchovní, 14. biskup litoměřický a 41. velmistr Řádu křižovníků s červenou hvězdou.

## Životopis
Narodil se dne 12. února 1824 v Radvanicích. Nadaný Emanuel byl poslán do benediktinského gymnázia v Broumově. Ve studiu pokračoval na filozofii v Praze, kde se definitivně rozhodl věnovat se duchovní dráze. Zvolil si řeholní stav a 6. srpna 1845 vstoupil do Řádu křižovníků s červenou hvězdou. Dne 2. března 1848 složil slavné sliby a téhož roku 6. července byl vysvěcen na kněze. Dále studoval teologii, aktivně pracoval v řádu a 30. července 1849 byl jmenován kooperátorem v mateřinci (základní řeholní dům) v Praze. Doktorát teologie získal roku 1852 a pro školní rok 1853–1854 byl jmenován suplujícím profesorem biblistiky na Karlově univerzitě. Současně se věnoval pedagogice, věrouce, mravouce a církevním dějinám. Od 1. října 1856 se stal katechetou na Vyšší obchodní škole v Praze, kde byl pak roku 1866 ustanoven profesorem. Zde působil do 24. května 1870. Roku 1869 vydal čtyřsvazkové, německy psané dílo „Učebnice náboženství pro vyspělou mládež“.
V období 1861 až 1862 zastával funkci děkana sboru doktorů teologie. Křižovníci oceňovali jeho neobyčejnou pracovitost a pečlivost, a proto byl 1. prosince 1866 jmenován sekretářem velmistra křižovníků Jana Jestrzabka. V příštím roce, 2. června, byl ustanoven skutečným radou manželského soudu a čestným radou pražské konzistoře. Od 13. července 1871 pak působil ve funkci kvestora a od 1. října 1874 ve funkci novicmistra. Pro velmistry křižovníků ThDr. Beera a ThDr. Jestrzabka se stal nepostradatelným.
Jelikož mu nebyla lhostejná sociální problematika, přijal nabídku funkce „špitálmistra“. V křižovnickém starobinci začal usilovat o celkové zlepšení zdravotního stavu tamních obyvatel. Po úspěšných výsledcích byly změny provedeny i v mimopražských řádových ústavech.
Když roku 1876 svolal křížovník P. Všetečka zakládající schůzi Spolku sv. Vincence, E. Schöbel nesměl chybět. Patřil k nejaktivnějším členům tohoto sociálního spolku. Dlouhý čas byl členem výboru katolické jednoty.
Vrcholu kariéry u křižovníků dosáhl 23. ledna 1879, kdy ho řádová generální kapitula zvolila 41. generálem a velmistrem křižovníků s červenou hvězdou. V této nové funkci postoupil roku 1882 na žádost ministerstva kultu ve Vídni řádovou komendu v Budapešti světským duchovním. Chystal se provést řadu změn, především reformovat řádová statuta.

## Litoměřický biskup

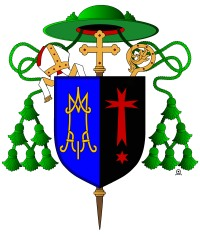
Znak Emanuela Jana Schöbela

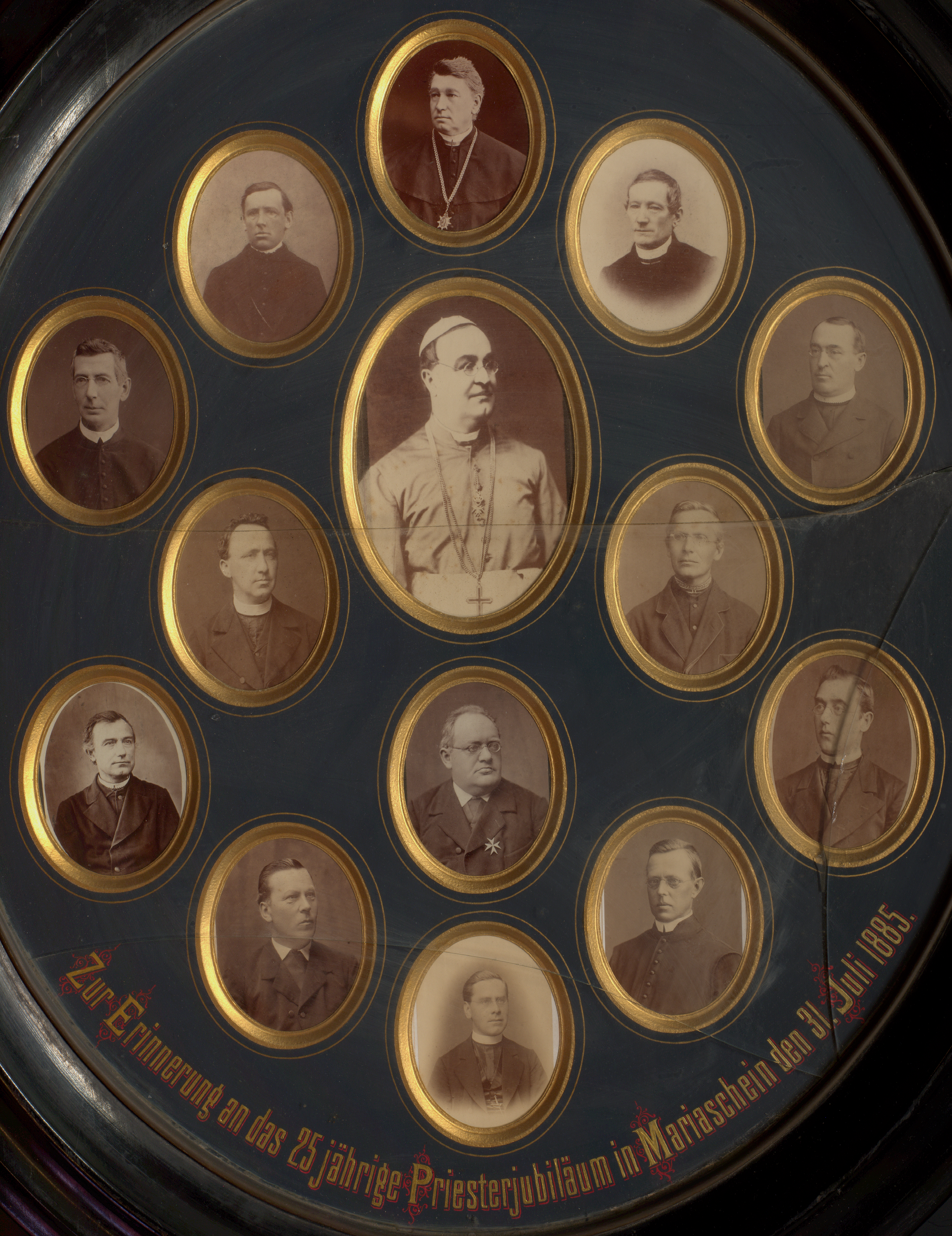
Biskup Schöbel uprostřed kněží slavících 25. výročí od vysvěcení

Tyto úmysly však už nemohl Schöbel uskutečnit, protože ho již 30. dubna 1882 císař František Josef I. jmenoval na uprázdněný stolec litoměřických biskupů. Papež Pius IX. jeho jmenování potvrdil 3. července 1882. Biskupské svěcení E. Schöbela se konalo v katedrále sv. Víta v Praze, za předsednictví, pražského arcibiskupa Bedřicha kardinála Schwarzenberga. Spolusvětiteli byli královéhradecký biskup Josef Jan Hais a pražský světící biskup Karel Průcha. Této události se účastnila řada významných osobností nejen duchovních, ale i světských, jako například místodržitel Alfred Kraus, nebo pražský starosta Emilián Skramlík. V den svěcení se biskup Schöbel zřekl hodnosti velmistra křižovnického řádu. Intronizace se konala 15. srpna 1882 v litoměřické katedrále za účasti 120 kněží.
Nový litoměřický biskup zůstal nestranný jak národnostně, tak politicky. Jeho prohlášení k těmto otázkám jsou dodnes významná. Odmítl se účastnit řešení politických problémů. Slíbil, že v národnostně smíšené diecézi zachová nestrannost a aktivity obou národností bude respektovat. Tomuto prohlášení zůstal opravdu věrný. Jako Němec ocenil český jazyk a jeho význam pro litoměřickou diecézi a podporoval žádosti českých menšin ve smíšeném anebo převážně německém prostředí na vedení bohoslužeb v češtině. V popředí zájmu i činnosti biskupa Schöbela stála sociální problematika, jak dosvědčují jeho pastýřské listy. Některé z nich, například „Církev a sociální otázka“, „Chudoba a bohatství“, kladně přivítal i soudobý tisk.
Rovněž velkou pozornost věnoval jak litoměřickému semináři, tak i tzv. malému semináři v Bohosudově. V litoměřickém semináři začal přednášet liberecký kaplan František Kordač, který se záhy stal i jeho rektorem. Úroveň tehdejšího semináře byla poměrně vysoká díky řadě výborných přednášejících. Mezi Schöblem i seminaristy se vyvinul velmi upřímný vztah, což dokládá např. pamětní list, který obdržel od bohosudovských studentů při oslavách padesáti let trvání ústavu. Biskup též prosazoval pořádání duchovních cvičení pro kněze a ve farnostech usiloval o zavedení adoračních dnů.
Podporoval rovněž diecézní ústav pro hluchoněmé. V biskupském zámku ve Stvolínkách založil v diecézi první letní prázdninovou kolonii pro chudé děti, kterou často navštěvoval a podporoval.
Jako velký mariánský ctitel věnoval péči dvěma nejdůležitějším poutním místům v diecézi: mariánskému Bohosudovu a novému poutnímu místu ve Filipově na Šluknovsku, které navštívil dokonce ještě dříve, než bylo vysvěceno (11. října 1885). Požádal pak generála redemptoristů, aby nové poutní místo spravoval. Redemptoristé se o Filipov obětavě starali až do 20. století. Mariánských poutí se biskup účastnil každý rok.
Velký problém působilo diecézi hnutí „Pryč od Říma“ a „Starokatolictví“. Starokatolictví, jež vzniklo v Německu v létě 1870 jako protest proti 1. vatikánskému koncilu, zapustilo kořeny v našich zemích především mezi německým obyvatelstvem a později i mezi Čechy odstěhovanými do Ameriky. Od roku 1872 měli vlastního biskupa (bratra českého básníka Svatopluka Čecha), jehož sídlem se stal Varnsdorf. Biskup Schöbel proti tomuto hnutí otevřeně vystoupil a prohlásil, že je nutno bránit právo církve, její čistotu a místo ve společnosti. Většina starokatolíků musela po roce 1945 odejít kvůli své německé příslušnosti.
Biskup Schöbel byl též jmenován asistentem papežského trůnu, palatinem, dále císařským skutečným radou, nositelem velkokříže řádu Františka Josefa.
Diecézi řídil 27 let. Po překročení 80 let již nemohl pro celkovou slabost plnit všechny své povinnosti, a proto mu vypomáhal například při biřmování pražský světící biskup ThDr. Václav Frind. Biskup Schöbel zemřel 28. listopadu 1909 a byl pohřben v biskupské hrobce na litoměřickém hřbitově. Jeho srdce podle zdejší tradice našlo své místo v pilíři Svatoštěpánské katedrály pod mramorovou deskou, která je opatřena nápisem: (latinsky) Vere sacerdos magnus. Requiescat in pace.